# N-亚硝基二乙胺
N-亚硝基二乙胺（NDEA）是一种有机化合物，化学式为(C2H5)2NNO (Et = C2H5)，它是一种亚硝胺，为对光敏感、挥发性的黄色澄清液体，可溶于水、脂质和有机溶剂。它可用于诱导肝脏肿瘤发生的实验研究，具有致癌性和致畸性。